# Adrian-Paul Iliescu
Adrian-Paul Iliescu (n. 17 aprilie 1953) este un filosof român, profesor de filozofie politică la Facultatea de Filosofie din Universitatea din București.

## Biografie
- 1972 - 1976 studiază filozofia la Facultatea de Filozofie, Universitatea București
- 1976 - 1980 este profesor la un liceu din Azuga
- 1983 titlul de doctor în filozofie cu o lucrare de filozofia limbajului
- 1980 - 1990 asistent universitar la Catedra de filosofie a Institutului Politehnic București
- 1991 - 1996 conferențiar universitar la Facultatea de Filozofie, Universitatea București
- 1996 - prezent profesor universitar la Facultatea de Filosofie, Universitatea București

## Activitate profesională
- 1990 - 1991 Redactor principal la Editura Humanitas
- 1990 Visiting Fellow la Christ Church College, Oxford
- 1993 Visiting Fellow la St John's College, Cambridge
- 1993 - 1996 Secretar științific al Facultății de filozofie
- 1994 - 1996 Cercetător invitat la Universitatea Bielefeld din Germania
- 1997 - 1998 Director științific Colegiului Noua Europă
- 1999 - 2000 Director general al Editurii Didactice și Pedagogice
- 1999 - 2000 Redactor-șef al revistei POLIS

## Operă

### Cărți
- Manuale de filozofie
- Filosofia limbajului și limbajul filosofiei, Editura Științifică, București, 1989
- Limitele puterii (co-autor Mihail-Radu Solcan), Editura ALL, 1993
- Conservatorismul anglo-saxon, Editura ALL, București, 1994
- Liberalismul - între succese și iluzii, Editura All, București, 1998
- Cunoaștere și analiză, Editura ALL, 1998
- Solitude and the Birth of Modernity, Colegiul Noua Europă, București, 1999
- Fundamentele gândirii politice moderne (co-autor Emanuel Socaciu), Editura Polirom, 1999
- Wittgenstein: Why Philosophy Is Bound To Err, Editura Peter Lang, Frankfurt am Main, 2000
- Rațiunea în epoca clasică, Editura Punct, 2001 (co-autor Veronica Iliescu)
- Filosofia socială a lui F. A. Hayek Ed. Polirom, 2001
- Drepturile omului la întâlnirea dintre culturi (coordonator alături de Jorn Rusen și Hans-Klaus Keul)
- Anatomia răului politic, Editura Fundației Culturale Ideea Europeană, 2005
- "Supremația experienței. Conservatorismul anglo-saxon", Ideea Europeană, București, 2008

### Articole
- Rational Reconstruction: Preconditions and Limits. Theoria, vol. 11, nr. 27, septembrie 1996, pp. 33–47.
- Rawls' Encapsulation of Justice, Institut fuer die Wissenschaften vom Menschen, IWM Working Papers, nr. 2 /1999

## Premii
- 1994 Premiul Ion Petrovici acordat de Academia Română pentru lucrarea Conservatorismul anglo-saxon